# Sylvisorex
Sylvisorex (Thomas, 1904) è un genere di toporagni della famiglia dei Soricidi.

## Descrizione

### Dimensioni
Al genere Sylvisorex appartengono toporagni di piccole dimensioni, con lunghezza della testa e del corpo tra 45 e 100 mm, la lunghezza della coda tra 40 e 90 mm e un peso fino a 12 g.

### Caratteristiche craniche e dentarie
Il cranio è sottile ed allungato, con una scatola cranica elevata e rotonda. Sono presenti quattro piccoli denti superiori unicuspidati.
Sono caratterizzati dalla seguente formula dentaria:

### Aspetto
La pelliccia è soffice e vellutata, solitamente più lunga che nel genere Suncus. Il colore generale del corpo varia dal marrone scuro al bruno-nerastro, in una sola specie le parti ventrali sono grigio-biancastre. Il muso è lungo ed appuntito, gli occhi sono piccoli. Le orecchie sono grandi e ben visibili. I piedi sono piccoli e sottili. La coda è lunga da un terzo a metà della testa e del corpo ed è ricoperta di scaglie ma non presenta lunghi peli sparsi.

## Distribuzione
Il genere è diffuso nell'Africa subsahariana.

## Tassonomia
Il genere comprende 15 specie.
- Sylvisorex akaibei
- Sylvisorex camerunensis
- Sylvisorex corbeti
- Sylvisorex granti
- Sylvisorex howelli
- Sylvisorex isabellae
- Sylvisorex johnstoni
- Sylvisorex konganensis
- Sylvisorex lunaris
- Sylvisorex morio
- Sylvisorex ollula
- Sylvisorex oriundus
- Sylvisorex pluvialis
- Sylvisorex silvanorum
- Sylvisorex vulcanorum